# Pancreas esocrino
Il pancreas esocrino (lat. pars esocrina) è l'attività ghiandolare di tipo esocrino propria del pancreas. Poiché quest'organo è una ghiandola a secrezione mista si tende a parlare della sua funzione di secrezione esocrina in modo distinto da quella endocrina (o ormonale).

## Funzione esocrina del pancreas
Il pancreas è una ghiandola connessa all'apparato digerente grazie alla produzione del succo pancreatico che permette la digestione degli alimenti a livello dell'intestino tenue. Nel succo pancreatico sono quindi presenti enzimi digestivi che scindono proteine, zuccheri, grassi e acidi nucleici; il succo viene riversato nel duodeno in risposta allo stimolo alimentare.

## Descrizione istologica
Gli epiteli ghiandolari del pancreas esocrino sono composti da ghiandole di tipo tubulo-acinose composte: il secreto viene quindi esocitato continuamente con la sua produzione. Dal punto di vista embriologico derivano dall'endoderma, come tutte le cellule dell'apparato gastrointestinale.